# Plectris lineatocollis
Plectris lineatocollis är en skalbaggsart som beskrevs av Blanchard 1850. Plectris lineatocollis ingår i släktet Plectris och familjen Melolonthidae. Inga underarter finns listade i Catalogue of Life.